# 188金寶博
188金寶博（英語：188 BET），是一家英國博彩公司，總部位於英國皇家屬地馬恩島，目前是全球最大的網上博彩公司之一，曾經為英格蘭球隊博爾頓及維根競技的球衣贊助商。該集團在英國、德國、巴西、新加坡、台灣和菲律賓都設有公司。188金寶博在中國大陸屬於違規網站，多次遭到中國警方打擊。

## 外部連結
- YouTube 官方頻道（页面存档备份，存于）
- X 官方帳號（页面存档备份，存于）